# Strip AIDS
Strip AIDS et Strip AIDS U.S.A. sont des anthologies de comics publiées respectivement en 1987 au Royaume-Uni et en 1988 aux États-Unis. Ces œuvres mélangent de courtes bande dessinées avec des thématiques didactiques et parfois comiques dans l'objectif de sensibiliser les lecteurs au virus de l'immunodéficience humaine et au safe sex et de recueillir des fonds en faveur du mouvement People With AIDS (en).

## Strip AIDS
Strip AIDS est dirigé par Don Melia et publié par Willyprods/Small Time Ink. Les fonds récoltés ont été versés à London Lighthouse, le premier centre de soins et d'hébergement pour les séropositifs en Angleterre. L'ouvrage de 56 pages est publié en coordination avec une exposition artistique à Londres, ce qui conduit près de 90 artistes à s'impliquer dans ce projet.
Parmi ces participants, figurent Steven Appleby, Bill Becher (en), Steve Bell (cartoonist) (en), Mark Buckingham, Kate Charlesworth, Daniel Clowes, Richard Coles, Alan Davis, Kim Deitch, Frank Dickens, Hunt Emerson, Melinda Gebbie, Dave Gibbons, David Hine, Rian Hughes (en), Gray Jolliffe (en), Raymond Jackson ("JAK") (en), Nick Kamen, Larry Marder, Jay Lynch, Peter Milligan, Alan Moore, Kevin O'Neill (comics), Bill Sienkiewicz, Posy Simmonds, Spitting Image, Richard Starkings (en) et Skip Williamson.

## Strip AIDS USA
L'élaboration de Strip AIDS U.S.A. s'inspire de Strip AIDS,. Cet ouvrage est lancé à l'initiative de Trina Robbins, qui en co-dirige la création avec Bill Sienkiewicz and Robert Triptow,.
Les participants incluent des créateurs de super-héros mainstream, d'influents dessinateurs indépendants et des auteurs gay ou lesbiennes moins connus. Un chroniqueur décrit l'ouvrage « l'une des plus impressionnantes collections de talents jamais rencontrée ». Parmi les plus célèbres figurent Sergio Aragonés, Terry Austin, Tim Barela (en), Alison Bechdel, Bob Boze Bell, Bruce Billings, Angela Bocage, Joyce Brabner, Norm Breyfogle, Bob Burden, Jennifer Camper, D. G. Chichester (en), Amanda Conner, Howard Cruse, Geoff Darrow, Donelan (cartoonist) (en), Colleen Doran, Will Eisner, Kurt Erichsen (en), Mark Evanier, Jules Feiffer, Bob Fingerman (en), Mary Fleener, Keith Giffen, Michael J. Goldberg, Roberta Gregory, Bill Griffith, Peter Gross (comics) (en), Bo Hampton (en) and Scott Hampton (en), Los Bros Hernandez (en), Nicole Hollander, Klaus Janson, Jeff Krell (en), Kathryn LeMieux, Steve Leialoha, William Messner-Loebs, Paul Mavrides (en), Ted McKeever, Frank Miller, Jerry Mills (en), Moebius, Brad Parker (artist) (en), Harvey Pekar, Spain Rodriguez, Arn Saba, Tim Sale, Joe Sinardi, Jan Strnad, Jill Thompson, Tom Tomorrow (en), Garry Trudeau, Carol Tyler, Carl Vaughn Frick (en), Reed Waller, Lee Weeks, S. Clay Wilson, Kate Worley (en) et Thomas Yeates,,.